# Рођено
Рођено (итал. Rogeno) је насеље у Италији у округу Леко, региону Ломбардија.
Према процени из 2011. у насељу је живело 2796 становника. Насеље се налази на надморској висини од 294 м.

## Становништво
Према резултатима пописа становништва 2011. у општини је живело 3.197 становника.
| 1931. | 1936. | 1951. | 1961. | 1971. | 1981. | 1991. | 2001. | 2011. |
| ----- | ----- | ----- | ----- | ----- | ----- | ----- | ----- | ----- |
| 2.037 | 2.055 | 2.091 | 2.181 | 2.237 | 2.205 | 2.412 | 2.685 | 3.197 |